# Квинт Луцилий Бальб
Квинт Луци́лий Бальб (лат. Quintus Lucilius Balbus; II—I века до н. э.) — древнеримский философ-стоик, ученик Панетия Родосского.

## Биография
В сохранившихся источниках есть только отрывочная информация о жизни Квинта Луцилия. В трактате Марка Туллия Цицерона «Об ораторе», действие которого происходит в 91 году до н. э., Луций Лициний Красс упоминает двух Бальбов-стоиков. Это наверняка Квинт Луцилий и его брат или кузен Луций. Первого из них Цицерон сравнивает с лучшими греческими философами. Представлен оратором в его диалоге «О природе богов» как толкователь воззрений стоиков: по свидетельству Марка Туллия, аргументы Квинта Бальба имели значительный вес. Он представляет также воззрения стоиков в утраченном диалоге Цицерона «Hortensius» (начало 45 года до н. э.).